# Gustafsberg V
Gustafsberg V, ångfartyg byggt 1888 på Bergsunds mekaniska verkstad i Stockholm för AB Gustavsbergs Fabriks Intressenter. 
Fartyget sjösattes i maj 1888 och levererades till sin beställare ungefär en månad senare och sattes i trafik på rutten Stockholm–Skurusundet–Gustavsberg. Byggkostnaden uppgick till 72 000 kronor. Drygt ett år senare drabbades fartyget av en större brand vid kajen utanför Gustavsbergs porslinfabrik. Brandorsaken är okänd. Mälarvarvet i Stockholm genomförde renovering av fartyget, som kunde återgå i trafik under hösten 1899. Under renoveringen passade man även på att göra moderniseringar. Bland annat fick hon maskintelegraf och elektrisk belysning. 